# Sociedad del Anillo

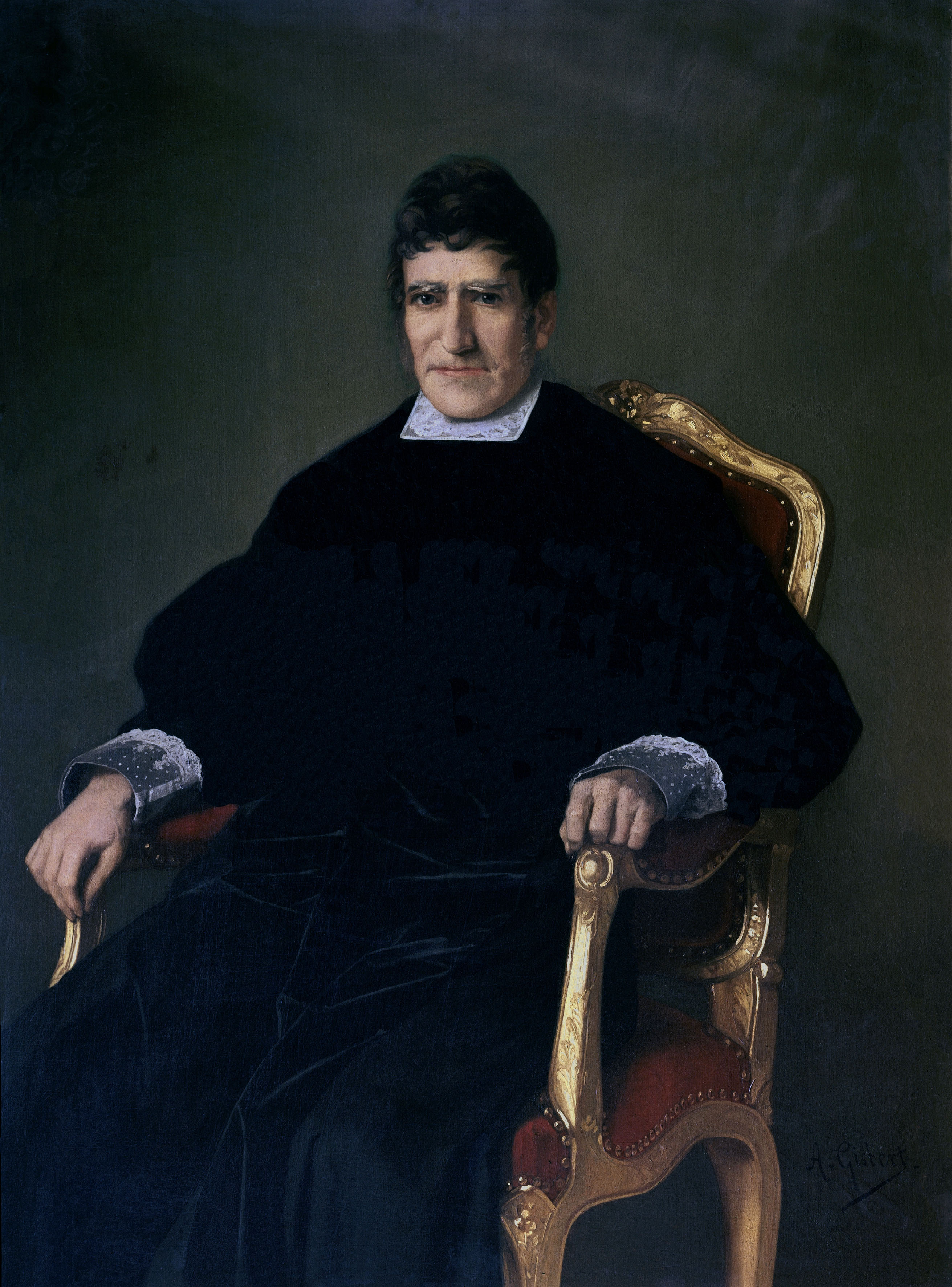
Antonio Gisbert, retrato de José María Calatrava, 1872, Madrid, Congreso de los Diputados. Miembro fundador de la Sociedad Constitucional, fue secretario de Despacho de Gracia y Justicia y verdadero hombre fuerte de los dos últimos Gobiernos del Trienio, del 12 de mayo al 30 de septiembre de 1823.

La Sociedad Constitucional o del Anillo fue una sociedad secreta de carácter político que existió en España durante el Trienio Liberal (1820-1823), siendo sus miembros conocidos por sus enemigos los liberales exaltados como los anilleros, por el anillo que los distinguía, con la figura del uróboros.

## Historia
No se cuenta con datos que permitan establecer la fecha concreta y motivo de la creación de esta sociedad, que actuaría como principal soporte del Gobierno formado a finales de febrero de 1822 a cuya cabeza se situó Francisco Martínez de la Rosa y del que también formaban parte Felipe Sierra Pambley, Diego Clemencín, José María Moscoso de Altamira y Nicolás María Garelly, todos ellos diputados de la primera legislatura constituida tras el pronunciamiento de Riego. La primera noticia de su creación se encuentra en un artículo del Diario Gaditano de 27 de octubre de 1821, reproducido en el comunero El Eco de Padilla del 20 de noviembre, en el que se decía que los ministros del gabinete de Feliú que no querían abandonar sus poltronas habían decidido constituir una sociedad de asistencia mutua. Alberto Gil Novales atribuye, si no su creación, la concepción de la idea a José María Calatrava, ministro del Tribunal Supremo y diputado en 1820, tras haber sufrido cárcel de 1814 a 1816 y luego destierro en Melilla, más tarde secretario del Despacho de Gracia y Justicia y jefe oficioso del último gobierno constitucional del trienio, desde el 13 de mayo de 1823 hasta la capitulación ante el duque de Angulema. Otros anilleros destacados, entre ellos los principales líderes del liberalismo moderado, fueron Manuel José Quintana, el conde de Toreno, Agustín García Arrieta, Juan Álvarez Guerra, el deán Manuel López Cepero, Manuel García Herreros o Francisco Fernández Golfín, uno de los fusilados en las playas de Málaga en diciembre de 1831 junto con José María Torrijos.
Sophie Bustos ha analizado la lista de ciento cuatro miembros que figura al final del reglamento interno de la sociedad, fechado el 31 de diciembre de 1821. Noventa son personalidades bien conocidas, muchos de ellos con cargos relevantes desde las Cortes de Cádiz hasta el final del reinado de Isabel II, periodo de construcción del Estado liberal en España. En concreto y para los años del Trienio Liberal en los que se puede considerar estuvo activa la sociedad, de esos noventa individuos, cuarenta y seis fueron diputados, nueve ministros —los cinco arriba citados entre ellos—, diez consejeros de Estado, diez jefes políticos, dos capitanes generales, doce miembros de las reales academias, once nobles de los que cinco tenían títulos de Grandes de España y veinticuatro oficiales de Ejército. La Sociedad permitía la afiliación a otras organizaciones y así de esos ciento cuatro socios iniciales dos eran también comuneros (uno de ellos Juan Palarea, uno de los héroes del 7 de julio cuando al frente de la Milicia Nacional se enfrentó en la Plaza Mayor a la Guardia Real insurreccionada), seis eran masones y tres, según Sophie Bustos, tenían «fama de exaltados».
Constituida en Madrid, el Reglamento de la Sociedad Constitucional en su artículo primero declaraba como su objetivo instruirse mutuamente sus integrantes y publicar sus trabajos para ayudar a la instrucción general, además de favorecer los actos de beneficencia. Para ingresar en la sociedad no se ponía más requisito que el de ser «personas de probidad y luces y amantes de la Constitución y las leyes». Contrariamente a lo que cabía esperar de una sociedad secreta al uso, el reglamento establecía que cada año se publicaría la relación completa de sus afiliados, aunque solo se conserva la primera de esas listas. En sentido opuesto, el artículo 35 establecía que en sus sesiones todo sería oral y nada debía quedar escrito, y el artículo 63 decía que «En esta Sociedad no hay secreto, misterio, ni manejo oculto alguno; y aunque las sesiones de sus juntas no sean a puerta abierta, sus resultados sin embargo pueden ser comunicados, publicados y sabidos de todos».
Se desconoce cuántas secciones se crearon fuera de Madrid, autorizadas por el artículo 48 del reglamento interno, pero en abril de 1822 la Sociedad del Anillo se hallaba al parecer constituida en Barcelona en el Palacio de la Virreina bajo la apariencia de inocuo club de lectura, según se desprendería de una información publicada en el Diario Constitucional de Barcelona —defensor de la Sociedad— según la cual unos trescientos hombres, en su mayoría jornaleros, habían asaltado a mediados del mes el palacio buscando pruebas concretas de la actividad del Anillo, si bien sus esfuerzos resultaron vanos. En Cádiz, frente al exaltado y comunero Diario Gaditano, veía la luz el «afrancesado y anillero» La Constitución y las Leyes.

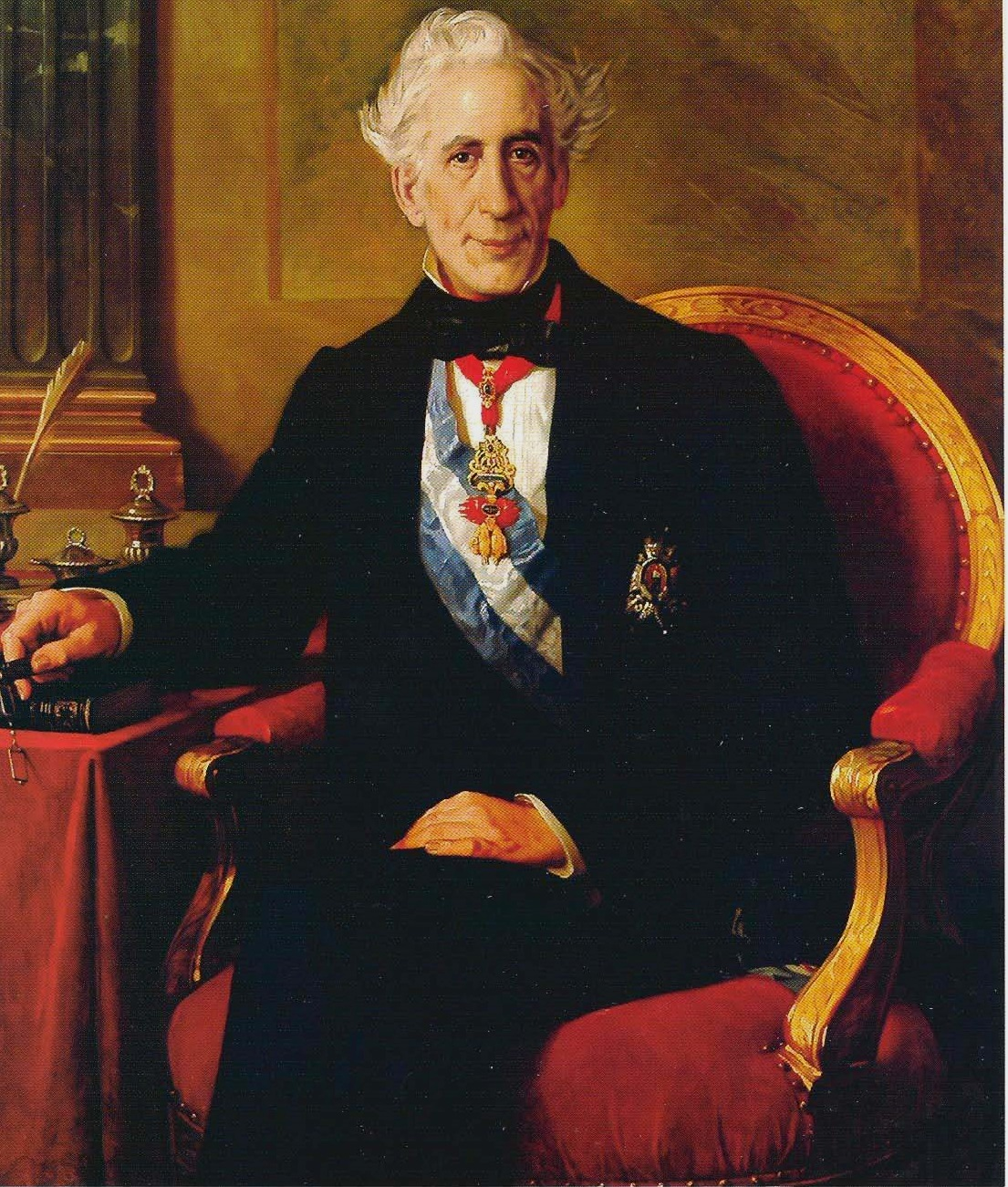
Manuel Ojeda y Siles, retrato de Francisco Martínez de la Rosa, Madrid, Congreso de los Diputados. Catedrático de ética y literato, diputado en las Cortes de Cádiz, deportado durante el sexenio absolutista en el Peñón de Vélez de la Gomera, del 28 de febrero al 5 de agosto de 1822 presidió el Gobierno de España como secretario de Estado.

Anillero era, según Gil Novales, Evaristo Fernández de San Miguel, fiscal de la causa contra los miembros de la Guardia Real amotinados el 7 de julio de 1822, calificado por Gil Novales de «pastelero por antonomasia», que combatió en Cataluña con Espoz y Mina a los Cien Mil Hijos de San Luis, pasó a Francia gravemente herido y, exiliado en Londres, en 1826 fue condenado en Madrid a garrote vil.
La inquina de los exaltados y comuneros contra sus miembros, a los que aludían con apodos peyorativos, puede seguirse a través de una sucesión de comedias burlescas publicadas en El Zurriago. Ya en junio de 1822, Los caballeros anilleros ponía en escena, como primera dama, a Rosita la Pastelera (Martínez de la Rosa) secundada por el aprendiz, primer galán (Moscoso) y en la función tenían papeles el «vejete», general Castañuelas, que no era otro que el general Francisco Javier Castaños, el que hizo frente al ejército francés en Bailén, el Divino (Agustín Argüelles) y Tintín de Navarra, paje (José Martínez de San Martín), presentados como una «congregación de oportunistas con gran sed de empleo y poder». Tras el 7 de julio otras dos comedias bufas aparecieron en El Zurriago: Los Cañonazos y Los duelos del Anillo. Segunda parte de los Cañonazos. Y, tras la caída del gabinete de Martínez de la Rosa y su sustitución por San Miguel, que fue recibido por los exaltados inicialmente con un entusiasmo que resultó poco duradero, una cuarta comedia, La Pastelería, en la que San Miguel, Gorrete, «sucesor de Rosita», aparecía como un liberticida continuador de los tres gobiernos anteriores, que se abraza con Tintín diciendo: «Nata y flor de la gente distinguida; / ilustres y prudentes pasteleros, / aquí tenéis un hombre que os admira». La comedia terminaba con el discurso de Incinillas, que ha presenciado el abrazo y da voz a los exaltados desengañados: «Antes que esa alianza se celebre, / todos los Gorros perderán la vida. / No pasteleros; de la noble España / no estará más la suerte sometida».
Bestias negras de los exaltados, en los últimos días de 1822 y primeros de 1823, con la invasión francesa en marcha, en la Sociedad Landaburiana, Félix Mejía, editor de El Zurriago, que no creía pudiese producirse la invasión anunciada como cosa hecha por Antonio Alcalá Galiano y vaticinaba que, de producirse, sería la ruina de todos los monarcas absolutos, no veía en el Congreso de Verona motivo de preocupación, encontrando solo preocupante «que por el 7 de julio sean condenados al cadalso unos pocos infelices, mientras se pasean impunes los San Martín, Morillos, Amarillas e Infantados». De la misma opinión, Benigno Morales sostuvo que el anuncio hecho por Alcalá Galiano procedía del «campo servil» y Juan Romero Alpuente que, de producirse, encontraría a un pueblo dispuesto a defenderse, en tanto el llamamiento a la unidad de todos los liberales hecho por Alcalá Galiano —apoyado por Riego, que concluyó su intervención con vivas al Gobierno— lo respondía Mejía cerrando la puerta a la unión con «absolutistas, anilleros y pasteleros».